# Cyathus helenae
Cyathus helenae är en svampart som beskrevs av H.J. Brodie 1966. Cyathus helenae ingår i släktet Cyathus och familjen Agaricaceae.   Inga underarter finns listade i Catalogue of Life.

## Externa länkar

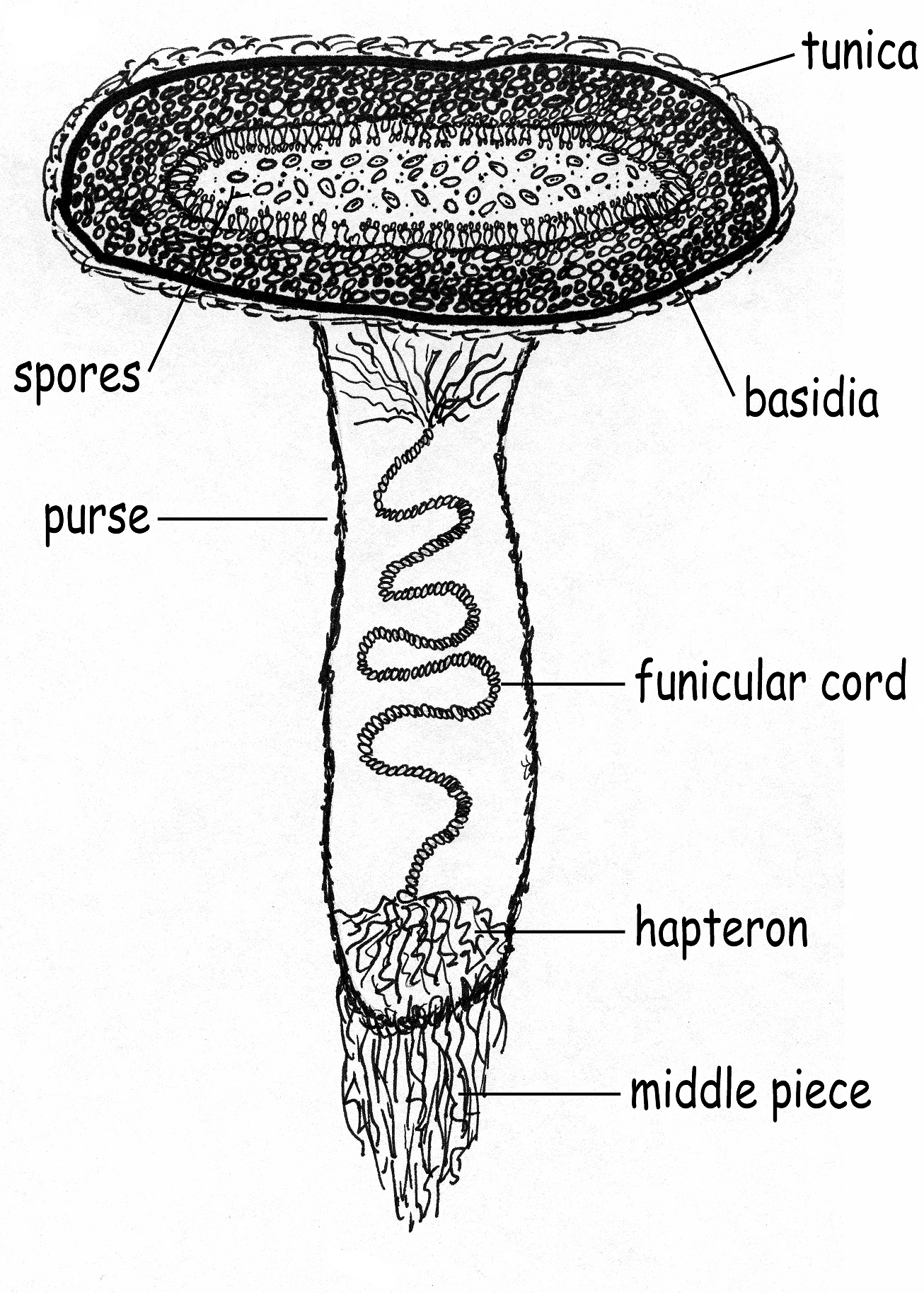